# Кизбай
Кизба́й (каз. Қызбай) — село у складі Аксуатського району Абайської області Казахстану. Входить до складу Кокжиринського сільського округу.
Населення —  (2021; 243 у 2009, 115 у 1999, 179 у 1989).
Національний склад станом на 1989 рік:
- казахи — 100 %